# أور ولوار (إقليم فرنسي)

موقع اقليم أور ولوار

أور ولوار (بالفرنسية: Eure-et-Loir) هو إقليم فرنسي، يقع في شمال غرب فرنسا، الاسم الذي يتبع أور هو ولوار أحد الاأنهار الفرنسية والذي يجري في إقليم أور ولوار. تبلغ مساحة إقليم أور ولوار حوالي 5,880 كلم مربع، في حين يبلغ سكانها 421,114 نسمة، اما الكثافة السكانية في الإقليم فهي 71.6 نسمة لكل كيلو متر مربع.

## تاريخ الإقليم
يعتبر إقليم أور ولوار واحد من 83 إقليم تتشكل منها جمهورية فرنسا، أنشأ خلال الثورة الفرنسية يوم 4 مارس 1790. وقد أنشأ على أجزاء من مناطق اورليانز، بيرش، شارترين.

## جغرافية الإقليم
يعتبر إقليم أور ولوار الجزء الرئيسي الذي تتالف منه منطقة بوس، ويحيط بها كل من الأقاليم التالية: لوير ات شير (بالفرنسية: Loir-et-Cher)، لويرت (بالفرنسية: Loiret)، ايسون (بالفرنسية: Essonne)، إيفلين (بالفرنسية: Yvelines)، أور (بالفرنسية: Eure)، أورن (بالفرنسية: Orne)، وسارت (بالفرنسية: Sarthe).

## السياحة في الإقليم

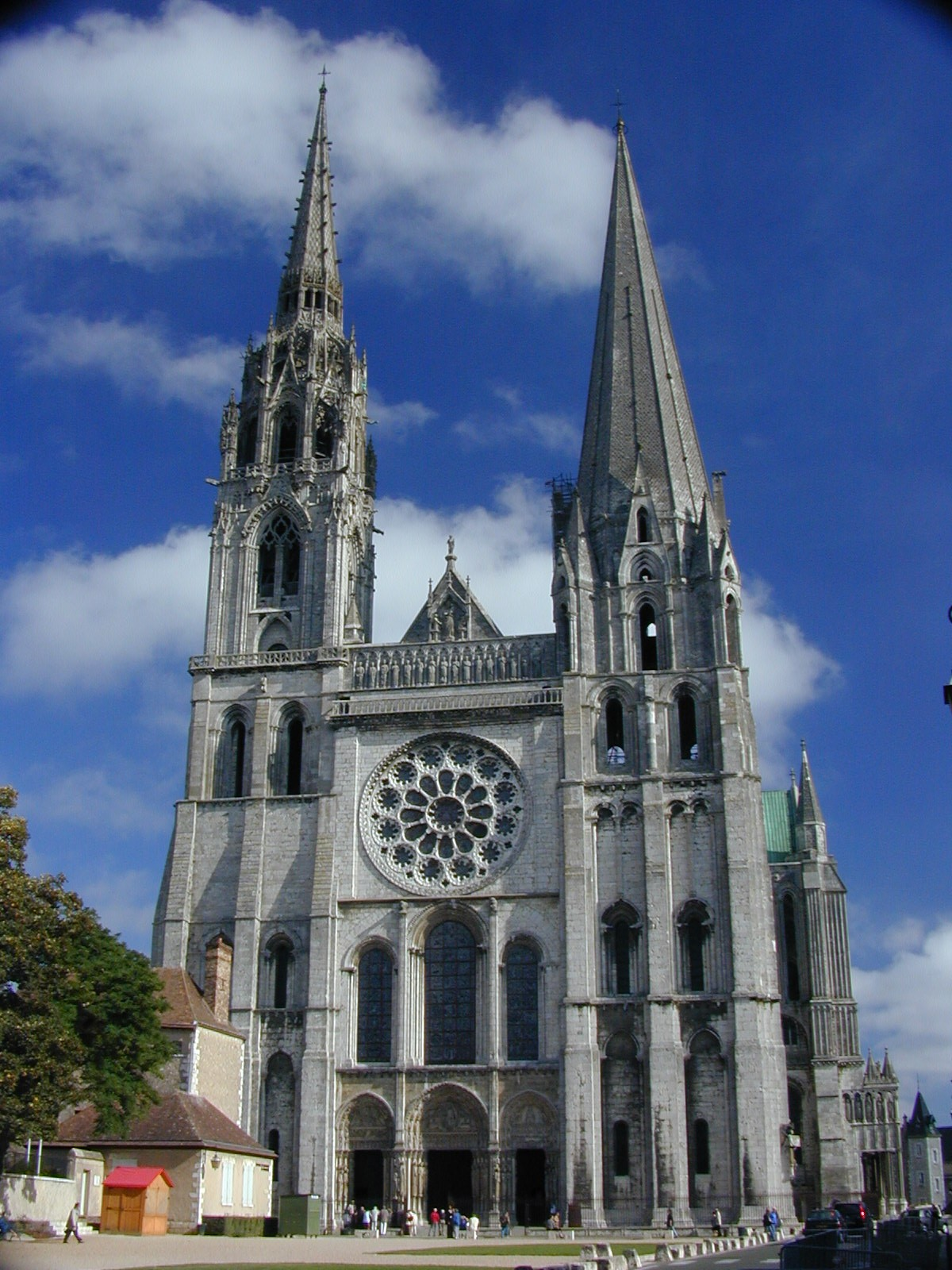
كاتدرائية شارتر

يعد المعلم السياحي الأكثر أهمية في إقليم أور ولوار هو كاتدرائية شارتر، التي تتميز بنوافذها الرائعة المكون من الزجاج الملون.

## وسائل اعلام الإقليم
أبرز وسائل الاعلام والصحافة في إقليم أور ولوار:
- الصحف اليومية : ليشو ريبابليكان (بالفرنسية: L'Écho Républicain)، لا ريبابليك دو سنتر (بالفرنسية: La République du Centre).
- الصحف الأسبوعية : هوريزون (مجلة الزراعية)، لا اكشن ريبابليكان (بالفرنسية: L'Action Républicaine)، لي بيرش (بالفرنسية: Le Perche)، لا شو دي برو (بالفرنسية: L'Écho de Brou).
- محطات الإذاعة والتلفزيون المحلية : راديو انتنسيت (بالفرنسية: Radio Intensité)، راديوقرآن سيل (بالفرنسية: Radio Grand Ciel).

## معرض صور

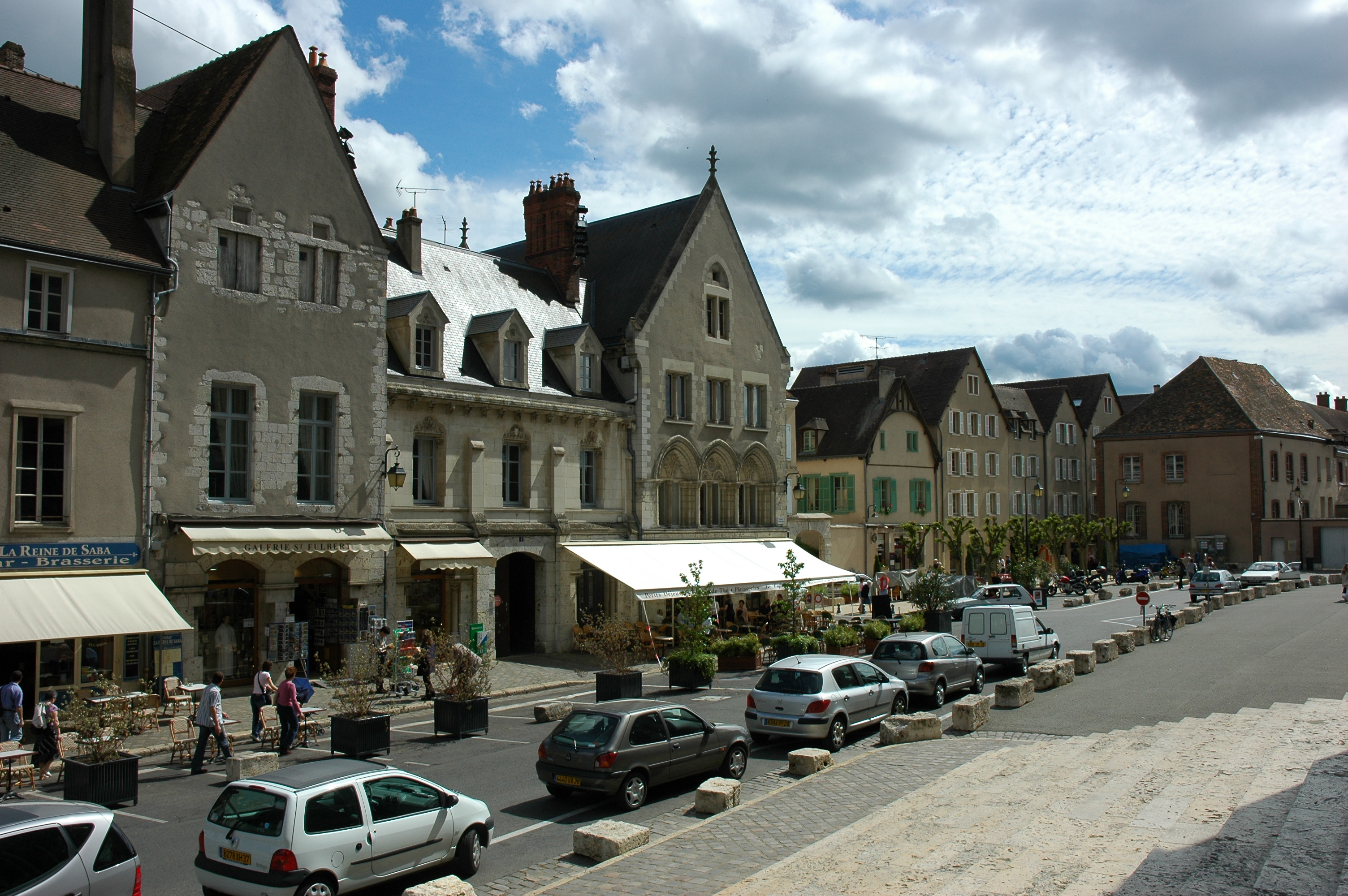
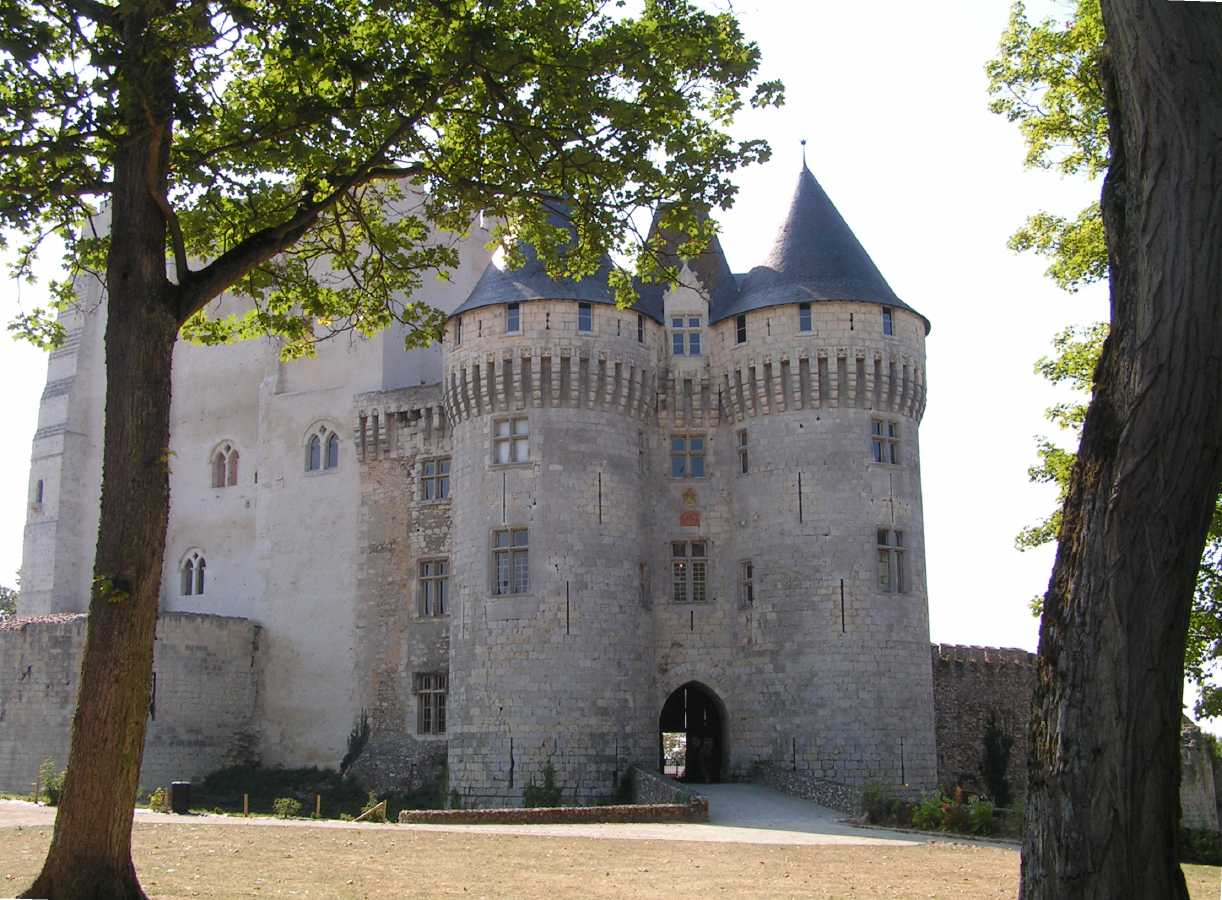
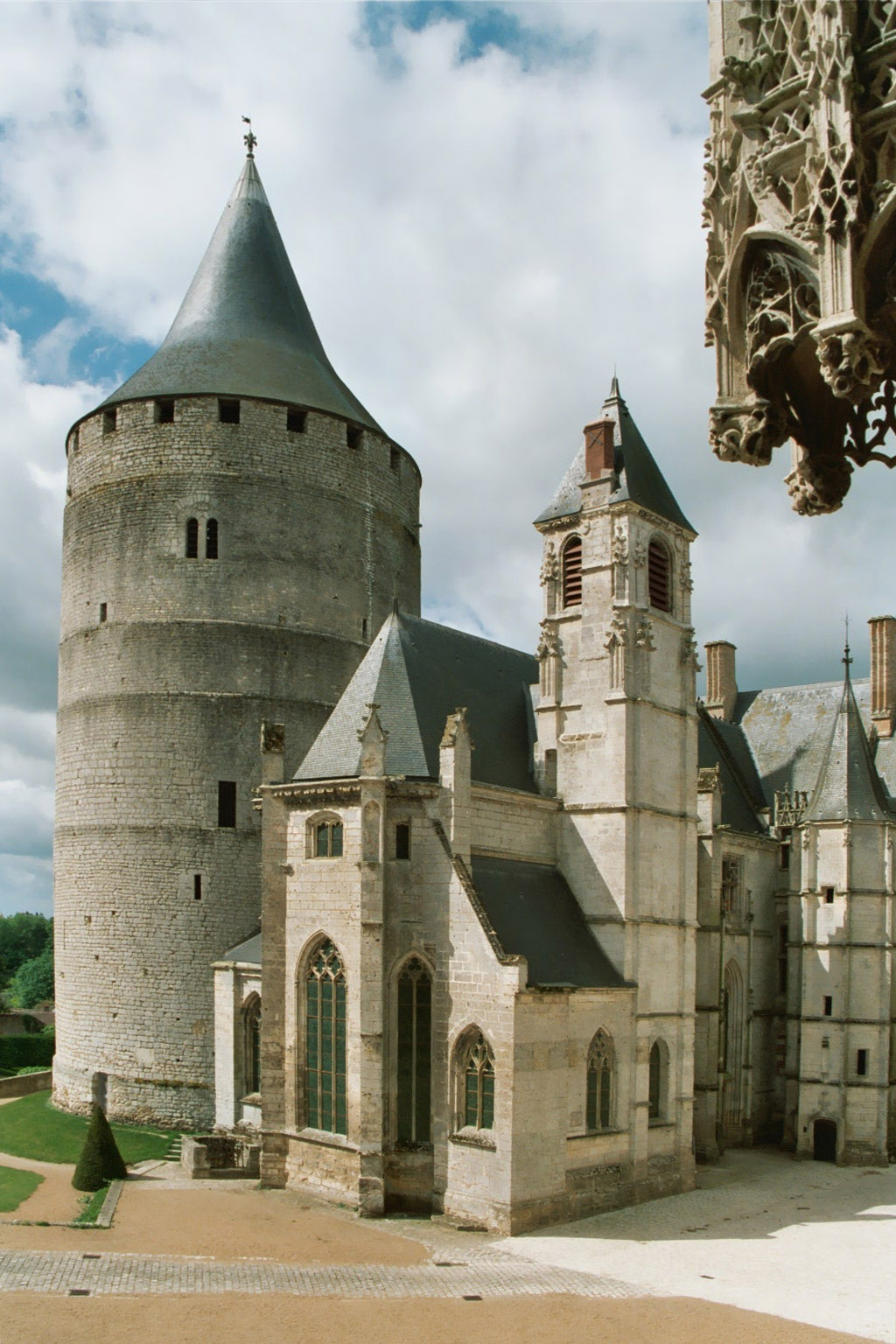
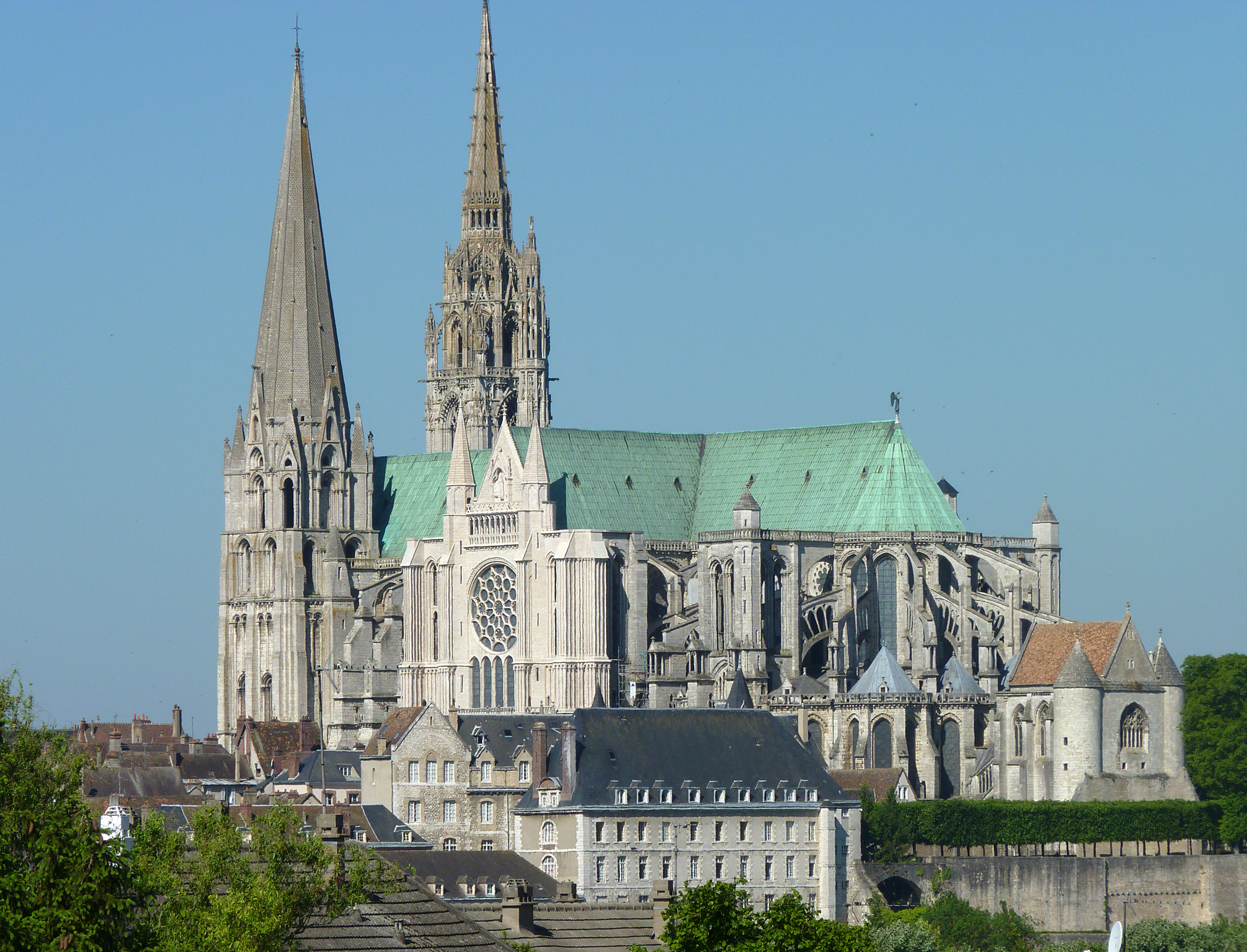
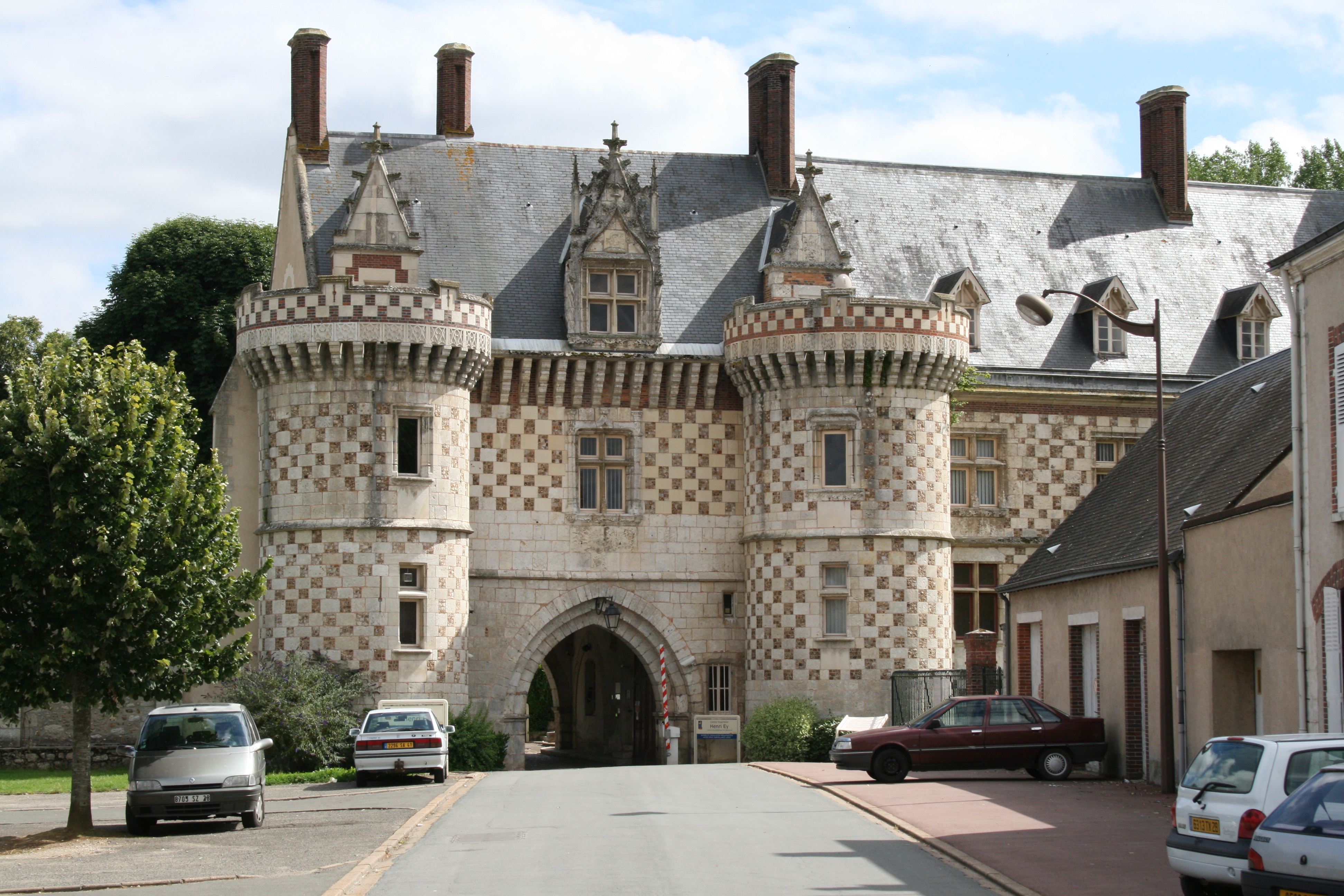
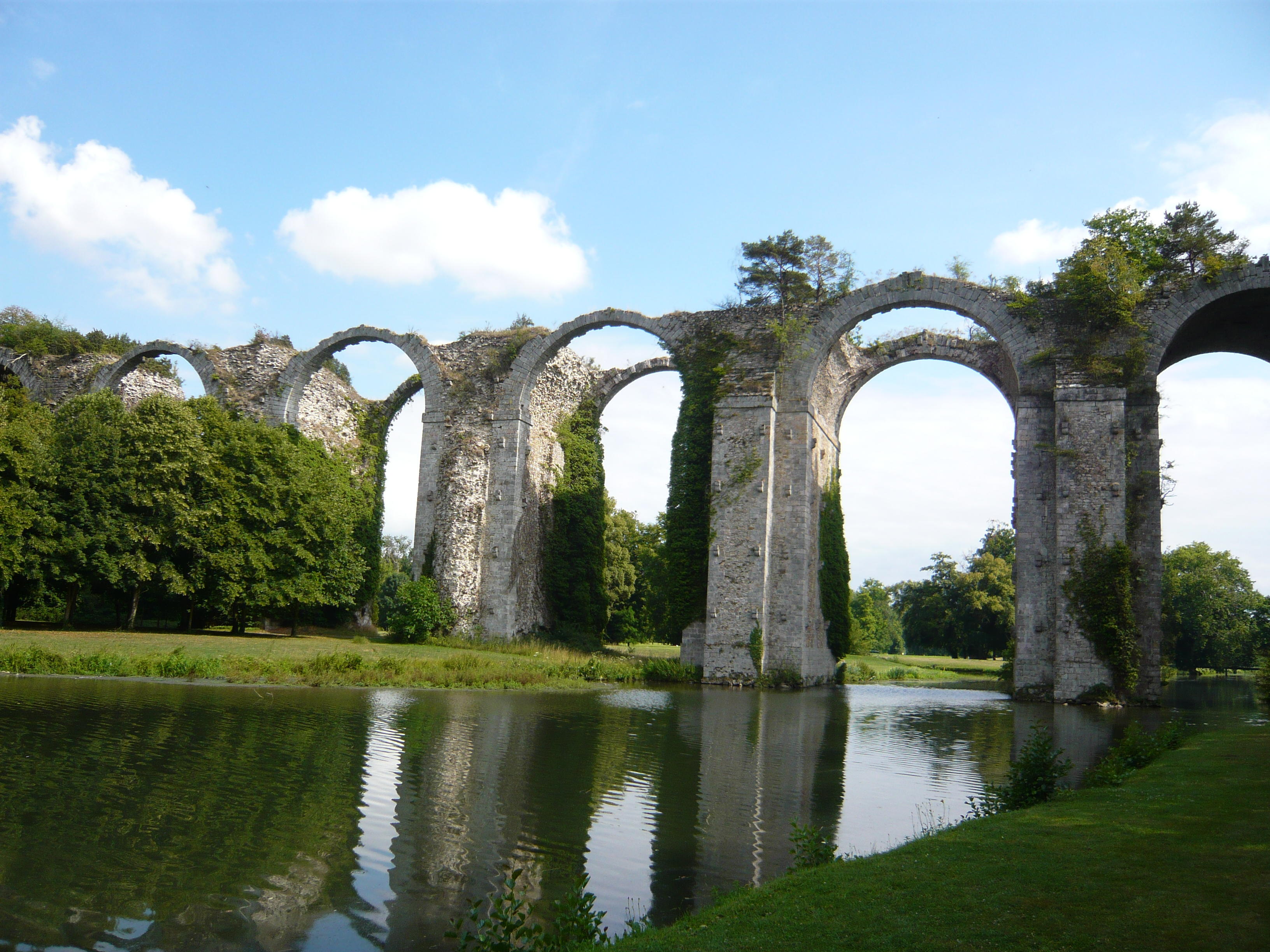

## أعلام
- ديان دو بواتييه
- مارك ميشيل
- لويس ايمانويل ري